# Chaoilta
Chaoilta är ett släkte av steklar. Chaoilta ingår i familjen bracksteklar.

## Dottertaxa tillChaoilta, i alfabetisk ordning[1]
- Chaoilta amestris
- Chaoilta amplificata
- Chaoilta bicolor
- Chaoilta bifoveata
- Chaoilta cameroni
- Chaoilta cariniceps
- Chaoilta carinicornis
- Chaoilta celebensis
- Chaoilta compta
- Chaoilta coronata
- Chaoilta crassicauda
- Chaoilta debilis
- Chaoilta decorata
- Chaoilta depressa
- Chaoilta distincta
- Chaoilta fortis
- Chaoilta fuscipennis
- Chaoilta himalayensis
- Chaoilta hollowayi
- Chaoilta inquieta
- Chaoilta insularis
- Chaoilta intrudens
- Chaoilta javensis
- Chaoilta lammellata
- Chaoilta larva
- Chaoilta laticauda
- Chaoilta lutea
- Chaoilta maculifrons
- Chaoilta maculiventris
- Chaoilta malabarica
- Chaoilta mediofusca
- Chaoilta minax
- Chaoilta nigricarpus
- Chaoilta nigriceps
- Chaoilta pallidiceps
- Chaoilta philippinensis
- Chaoilta pilipes
- Chaoilta platynotus
- Chaoilta plumarius
- Chaoilta producta
- Chaoilta sulcata
- Chaoilta vultuosa